# Виштиця
Ви́штиця (мак. Виштица) — село у Північній Македонії, входить до складу общини Липково Північно-Східного регіону.
Населення — 991 особа (перепис 2002) в 182 господарствах.